# Eaglescliffe
Eaglescliffe est une petite ville anglaise située dans le comté de Durham. En 2011, sa population était de 10 449 habitants.

## Personnalités liées à la ville
- Frank Middlemass (1919-2006), acteur, y est né ;
- Ciss Parkin (1866-1943), joueur de cricket international, y est né.